# Литература Сальвадора

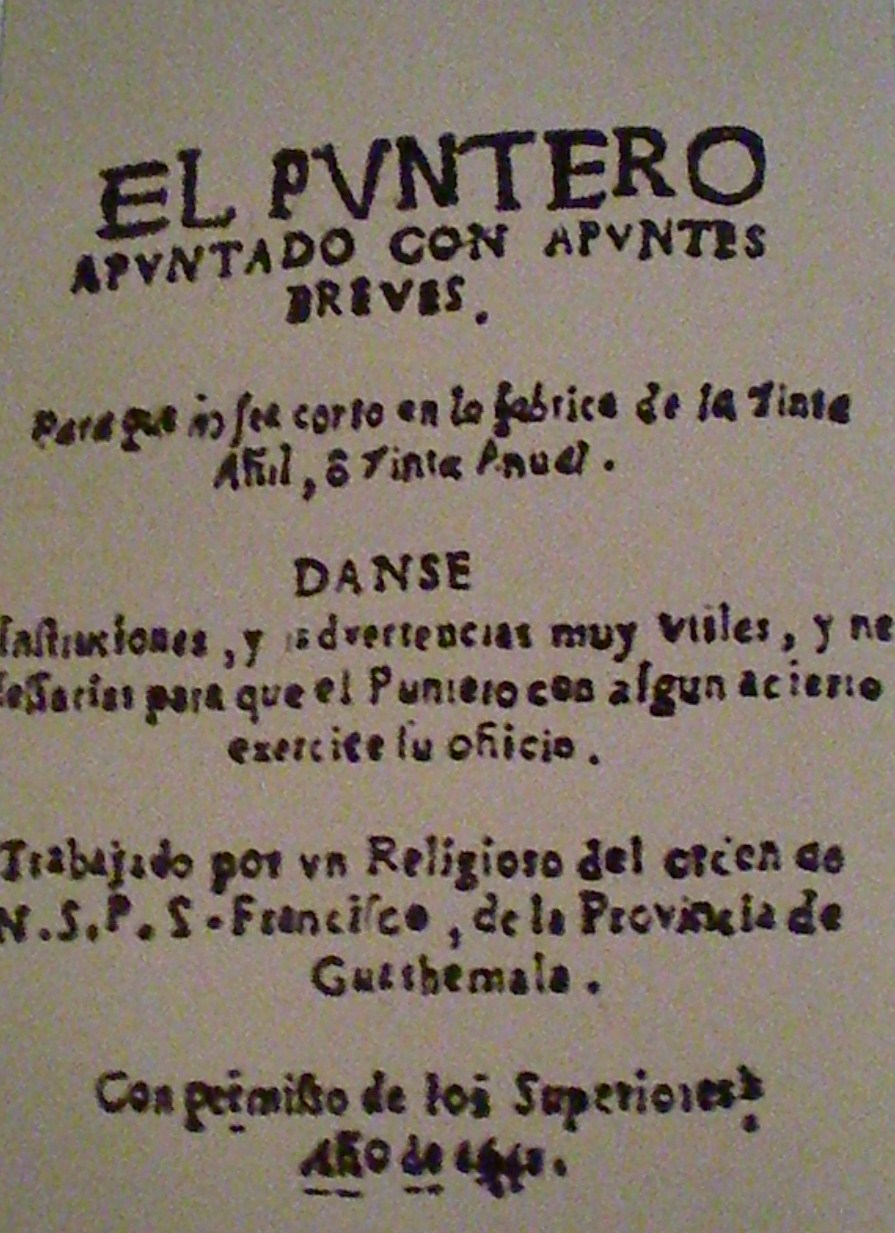
Титульный лист первой изданной книги в Сальвадоре — Хуан де Диос дель Сид. «Пособие по производству индиго» (1641).

Литература Сальвадора (исп. Literatura de El Salvador) — литература на испанском языке, написанная сальвадорскими авторами. Зародилась в XVI веке с началом испанской колонизации территории современного Сальвадора, однако до второй половины XIX века была практически неизвестна в мире. Является одной из важнейших составляющих культуры Сальвадора, внёсшей свой вклад в развитие всей латиноамериканской литературы.

## Колониальный период
В колониальный период местная светская литературная традиция уже имела место при дворах вице-королевств в Мехико и Лиме. Однако на территории современного Сальвадора не было таких центров культуры. Только небольшая часть населения, состоявшая из испанцев и образованных креолов, была грамотной. Литературное развитие носило здесь спорадический характер. Примером такого развития является творчество дона Хуана де Местансы, выходца из Андалусии, который был главой города Сонсонате в 1585—1589 годах.
Исследования Педро Эскаланте-Арсе и Карлоса Велиса показывают, что в колониальный период значительное развитие получил местный театр. Театральные представления были главным развлечением во время праздников и носили религиозный или комедийный характер.

### Религиозная литература
В колониальный период большие возможности для развития имела религиозная литература, одним из представителей которой в Сальвадоре был иезуит Хуан-Антонио Ариас. Он родился в городке Санта-Ана и является автором нескольких трактатов, в том числе «Таинственная тень первого Божественного Света» и «Иисус новорождённый». Другими религиозными писателями из Сальвадора были иезуит Бартоломе Каньяс, францисканец Диего Хосе Фуэнте, уроженец Сан-Сальвадора и монах Хуан Диас, уроженец Сонсонате.

### Светская литература
Главным светским сочинением, написанным автором из Сальвадора в колониальный период, является «Пособие по производству индиго» Хуана де Диоса дель Сида. Это первая книга, напечатанная на территории Сальвадора. На титульном листе издания стоит дата «1641 год», но, по утверждению сальвадорского литературного критика Луиса Гальегоса-Вальдеса, дата является следствием опечатки, и книга была издана в следующем столетии. Ещё одним важным светским изданием того времени в Сальвадоре стала «Декларация вольностей», написанная местным конкистадором Педро де Альварадо, выходцем из Эстремадуры. В ней автор излагает свой взгляд на историю завоевания Америки.

## Период независимости

### Конец XVIII — первая половина XIX века
Падению колониального режима в Центральной Америки содействовало распространение идей Просвещения. Основными центрами борьбы за независимость были местные университеты. Большое значение имели проповеди известных ораторов, выступавших за деколонизацию территорий и отмену рабства, таких, как священник Мануэль Агилар (1750—1819), священник Хосе Симеон Каньяс (1767—1838), священник Исидро Менендес (1795—1858).
Для сальвадорской литературы этого периода характерны анонимные памфлеты и поэтические и прозаические произведения, прославлявшие славные деяния выдающихся граждан. Среди последних, «Трагедия Морасана» (1894) Франсиско Диаса (1812—1845) и ода «Гражданину Хосе Сесилио дель Валье» (1827) Мигеля Альвареса Кастро (1795—1856).

### Вторая половина XIX века

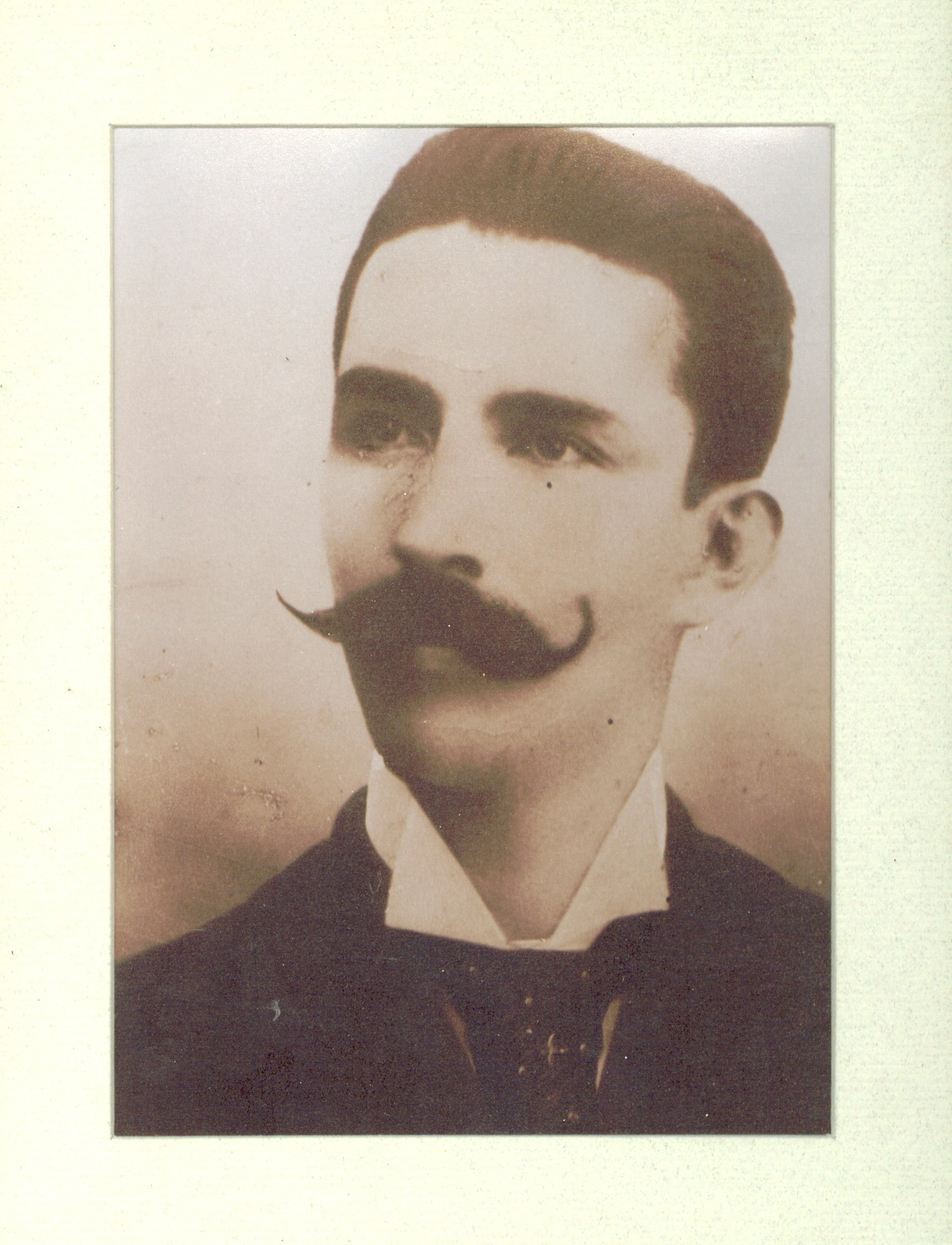
Колумбийско-сальвадорский поэт и писатель Франсиско Антонио Гамбоа

Независимость страны и зарождение сальвадорской идентичности в середине и второй половине XIX века положили начало развитию национальной литературы. В 1841 году был основан Сальвадорский университет. В 1870 году в Сан-Сальвадоре была открыта Национальная библиотека. В 1876 году появилась Сальвадорская академия языка. Большой вклад в развитие образования в Сальвадоре внёс колумбиец Франсиско Антонио Гамбоа. Поэзия того времени, у истоков которой стоял Энрике Ойос (1810—1859), развивалась в русле классицизма и романтизма.
В стране, обретшей независимость, большое значение уделялось формированию культурной элиты. Одной из ведущих организаций в этой сфере, стало, основанное в 1878 году, научное общество «Ла-Хувентуд». Многие важные литературные произведения того периода носили научный характер. Особенной популярностью пользовались сочинения врача и антрополога Давида Хоакина Гусмана и историка и географа Сантьяго Барберены.

### Модернизм

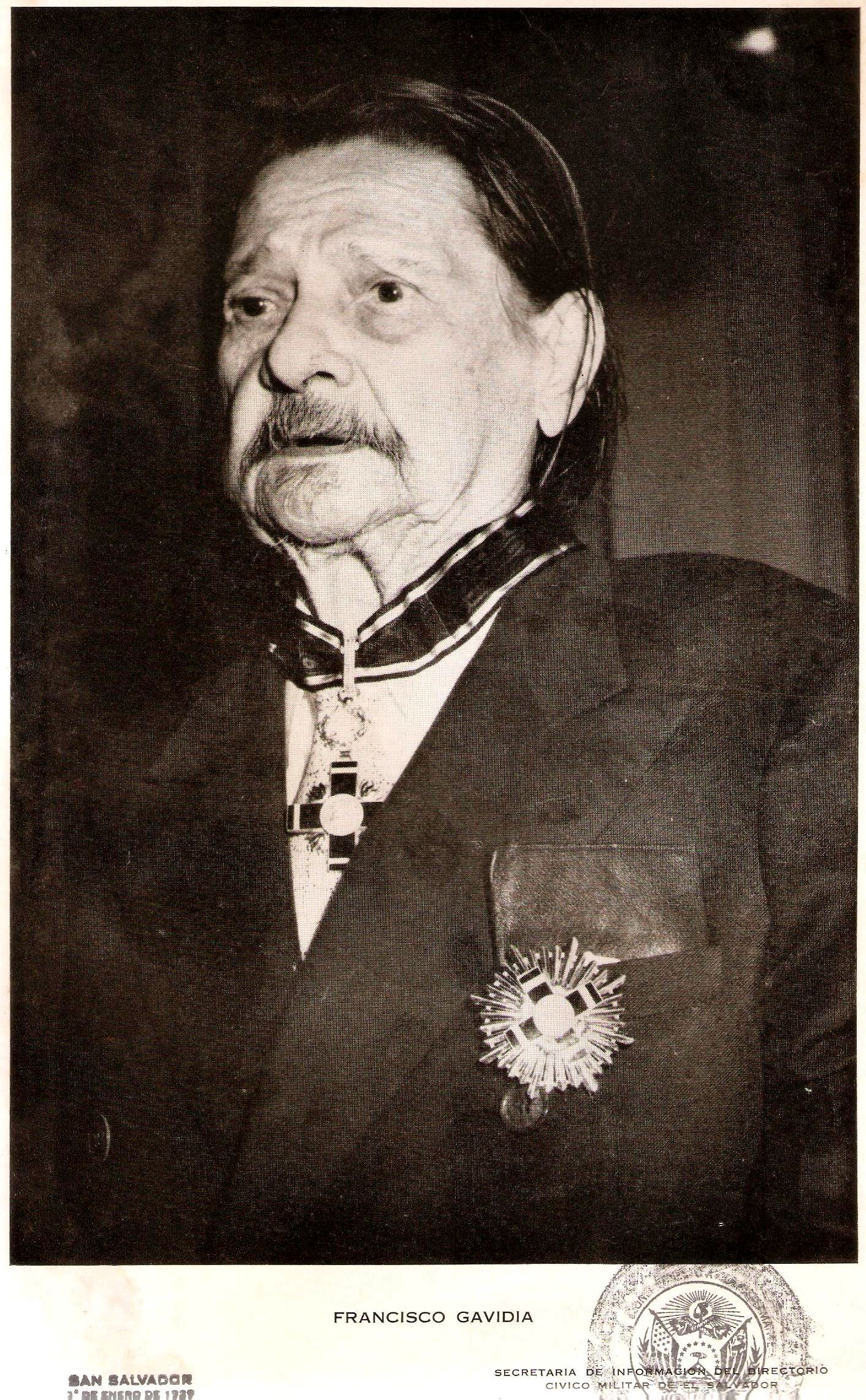
Франсиско Гавидия, награждённый Национальным орденом Хосе Матиаса Дельгадо

Появление модернизма в местной литературе восходит к его полемике с романтизмом на страницах журнала «Ла-Хувентуд», подвергшего критике поэзию Фернандо Веларде, выходца из Испании, жившего в Сальвадоре 1870-х годов. Несмотря на это, у романтизма в сальвадорской литературе нашлось много талантливых сторонников, таких, как Хуан Хосе Каньяс (1826—1918, автор национального гимна), Рафаэль Кабрера (1860—1886), Калисто Веладо (1857—1927), Долорес Ариас, Антонио Гевара-Вальдес и Исаак Руис Араухо.
Им противостояли юные сторонники модернизма, Рубен Дарио, известный никарагуанский поэт, живший в то время в Сан-Сальвадоре, и сальвадорский поэт Франсиско Гавидия (1863—1955; сборники «Стихи», 1878, «Стихи и думы», 1884). Оба были увлечены поэзией «парнасцев», которую переводили на испанский язык. Сторонник доминирования в сальвадорской литературе западных традиций, Франсиско Гавидия также указывал на необходимость знания и сохранения национальной традиции, равно как и раскрывал в новаторских художественных формах национальные проблемы. Другими важными сальвадорскими авторами направления модернизма были Висенте Акоста, Хосе Хуан Берналь, Каликсто Веладо и Виктор Херес.
Женщины также стали печатать крупные произведения, одной из первых была Мария Альварес де Гильен (1889—1980).

## Литература XX века

### Костумбризм
В течение первых десятилетий XX века модернизм продолжал доминировать в сальвадорской литературе. Вместе с тем, постепенно набирали популярность новые течения, одним из которых стал костумбризм. Его родоначальником в сальвадорской литературе был Хосе Мария Перальта Лагос (1873—1944), которому принадлежат в том числе пьеса «Кандидат» (1931) и роман «Смерть голубки, или Злоключения корреспондента» (1932). Другими важными авторами этого направления были Франсиско Эррера-Веладо и Альберто Ривас-Бонилья. 

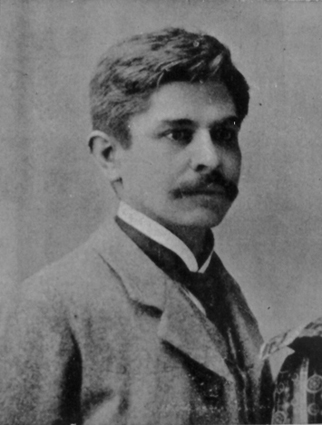
Альберто Масферер в бытность консулом (1910).

Популярность литературы о повседневной жизни стала одной из причин развития журналистики. Некоторые авторы стали сочетать писательскую и журналистскую деятельность. Большое распространение в литературе получил такой жанр, как политическое эссе. Признанным мастером этого жанра был один из крупнейших сальвадорских модернистов — поэт, прозаик и философ Альберто Масферрер, чьи эссе, несмотря на политический контекст, носят яркий художественный характер. Это нашло отображение и в его сборниках «Воспоминания детства» (1900) и «Семь струн лиры» (1926).
Эстетические проблемы в сальвадорской литературе испытывали сильное идеологическое влияние. Самым известным писателем в Сальвадоре того времени был Артуро Амброджи (1875—1936). Особенный успех у читателей имела изданная в 1917 году его «Книга тропиков». В своем творчестве писатель делал акцент на традициях родного Сальвадора и синтезе литературного языка и местного диалекта.

Диалектная речь часто присутствовала и в сочинениях костумбристов, что придавало им местный колорит. Но в отличие от них, для которых диалект был символом малограмотности, в произведениях Артуро Амброджи демонстрируются литературные возможности народной речи и утверждается приоритет народной культуры. Диалект приобрёл поэтическое звучание в лирической поэзии Альфредо Эспино (1900—1928).

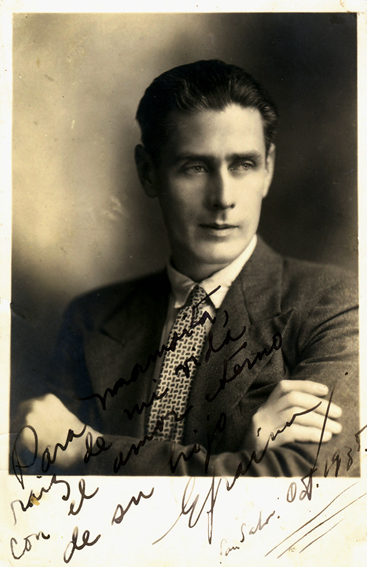
Саларруэ в 1930-х.

Влияние европейского авангардизма было заметно в творчестве Xулио Энрике Авилы (1892—1968, сборник «Поэт-эгоист» (1922), Висенте Росалеса-и-Росалеса (1894—1980; сборники «Лес Аполлона», 1929, «Золотая пасха», 1947), Xосе Вальдеса (1893—1934; сборник «Чистая поэзия», 1923), раннего Рауля Контрераса (сборник «Внутренние гармонии», 1919; сценическая поэма «Печальная принцесса», 1925), Маргариты дель Кармен Браннон-Веги, писавшей под псевдонимом Клаудия Ларс (1899—1974; сборник «Звёзды в колодце», 1934).

### Антимодернизм
Социальные и политические потрясения в сальвадорском обществе в конце 1920-х — начале 1930-х годов сказались и на местной литературе. Часть литераторов поддержала движение за реформы, направленные на развитие национальной экономики, её большей независимости от иностранных агентов. Победивший на выборах, их кандидат был свергнут в результате военного переворота.
Сальвадорские писатели активно искали альтернативу западному модернизму. Модернисты осуждали пошлость и жадность современной буржуазии, но не были склонны осуждать искусство, которое эта буржуазия поддерживала материально. Новое поколение писателей отказалось от принципов модернизма. Поиск альтернативы привёл многих сальвадорских литераторов к увлечению азиатским мистицизмом, культурой коренных американских народов, примитивизмом. 

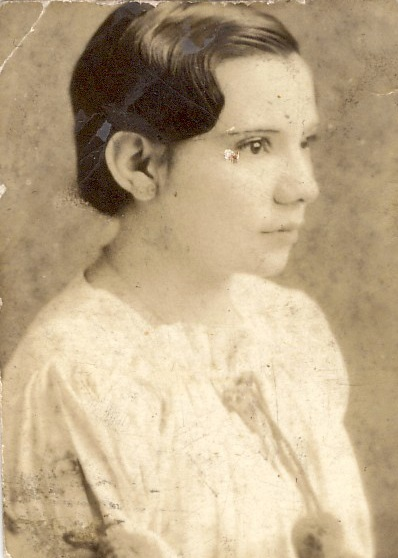
Поэтесса и драматург Матильде Элена Лопес.

Большую популярность приобрела теософия, идеи которой оказали влияние на творчество группы писателей, в которую входили Альберто Герра-Тригерос, Луис-Сальвадор Саласар Арруэ (Саларруэ), Клаудия Ларс, Серафин Китеньо, Рауль Контрерас, Мигель Анхель Эспино, Кино Касо, Хуан Фелипе Торуньо, Лилиан Серпас. Для творчества этих писателей характерен отход от действительности с акцентом на мистицизме и эстетизме.
Одни из них выступали за радикальное переосмысление языка и тем в поэзии. Способствовали внедрению в поэзию свободного стиха и разговорной речи, за что их стихи были прозваны противниками «вульгарной поэзией». Другие, отказавшись от модернизма, остались верны лиризму классической поэтической формы. Антимодернизм оказал влияние на последующее поколение сальвадорских писателей, таких, как Педро Жоффруа Ривас, Освальдо Эскобар-Веладо и Роке Дальтон.

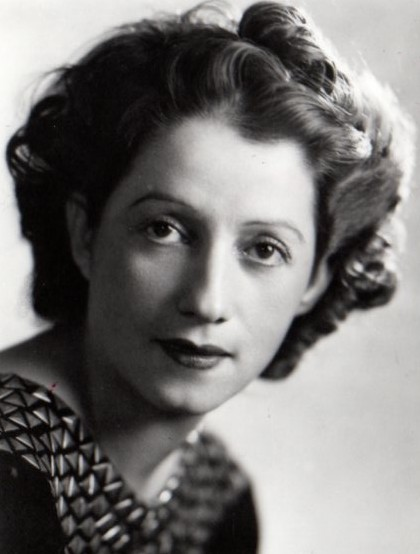
Сальвадорская писательница Консуэло Сунсин-Сандоваль-Сесенья, супруга Антуана де Сент-Экзюпери

### Популизм и антиавторитаризм
В начале 1930-х годов в сальвадорской литературе большой популярностью пользовались сочинения Сальвадора Саласара Арруэ, предшественника «магического реализма», который издавал их под псевдонимом Саларруэ. В сочинениях писателя произошёл окончательный синтез литературного языка с народной речью. Его «Сказки из глины» («Глиняные рассказы», 1933), в которых он испытывает диалект, описывают примитивную жизнь сальвадорцев в духе национальной утопии. Среди других его произведений — роман «Чёрный Христос» (1927), сборники рассказов «Не только это» (1940), «Меч и другие повести» (1960).
Хотя представители этого поколения писателей не имели прямых связей с военной диктатурой, установившейся в стране в 1931 году, их концепция национальной культуры, отрицавшая просвещенный идеал, помогла легитимизировать новый порядок. Идеализация традиционной крестьянской жизнь, её связи с природой привела к объединению авторитаризма с популизмом.
В 1940-е годы появилась новая группа писателей, в которую входили, Педро Жоффруа Ривас, Уго Линдо, Хосе Мария Мендес, Матильде Элена Лопес, Хоакин Эрнандес, Хулио Фернандес Фаусто, Освальдо Эскобар Веладо, Луис Гальегос-Вальдес, Антонио Гамеро, Рикардо Тригерос де Леон и Педро Китено. Педро Жоффруа Ривас был сторонником авангардизма и сыграл важную роль в спасении традиций коренных народов Сальвадора и народного языка. Поэзии Освальдо Эскобаро Веладо характерен экзистенциализм и осуждение социальной несправедливости. Хосе Мария Мендес и Уго Линдо в своем творчестве продолжили традиции «магического реализма» (Линдо — также и философской лирики). 

### В условиях диктатуры и гражданской войны
В 1950 возникла группа «Октябрь» — Итало Лопес Вальесильос («Биография печального человека», 1954; сборник стихов «Опись одиночества», 1977), Уолдо Чавес Веласко (научно-фантастические «Рассказы о сегодня и о завтра», 1963), Альваро Менендес Леаль («Короткие и чудесные рассказы», 1963), Мерседес Дуранд («Руки и века», 1970). 

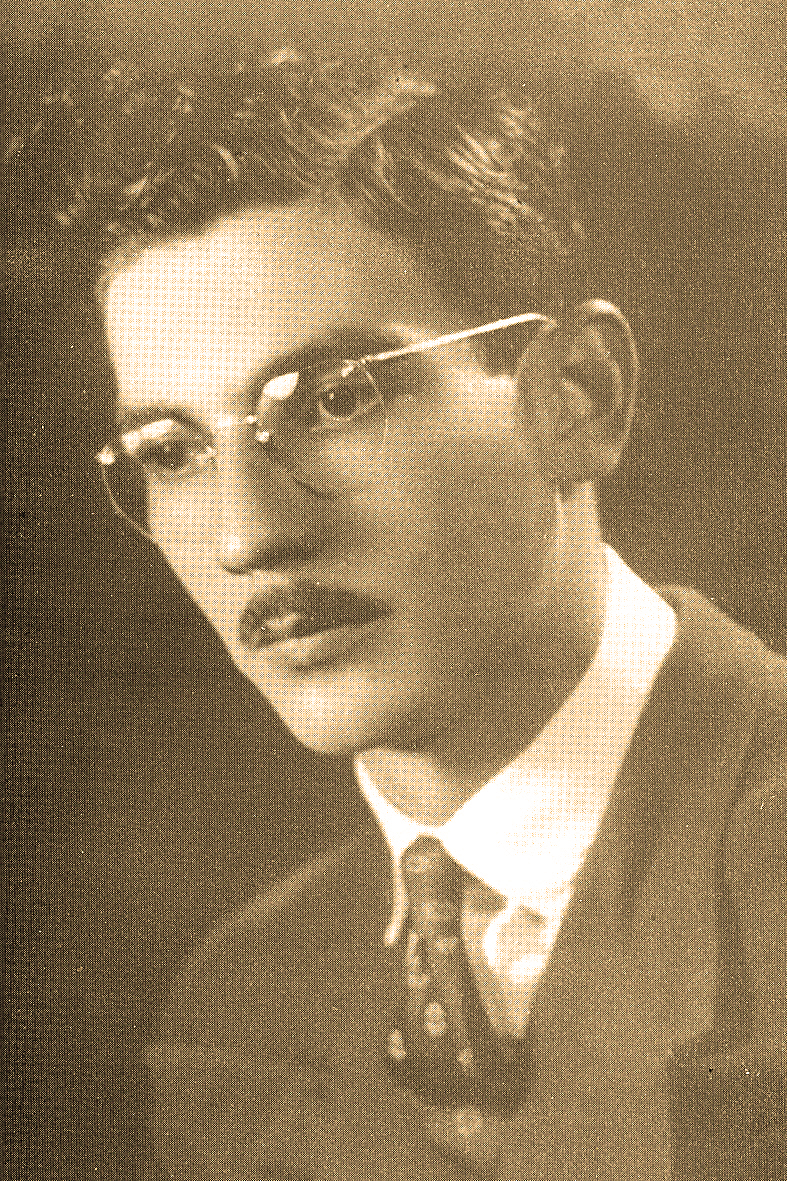
Уго Линдо ок. 1950.

Эти выходцы из Сальвадора, под влиянием экзистенциализма Сартра подчёркивавшие ответственность интеллигенции перед народом, ведущим борьбу за национальное и социальное освобождение, стояли у истоков «поколения ответственности» (термин, предложенный Лопесом Валтесильосом) — явления, оказавшего влияние и на остальные страны Центральной Америки. Многие сочинения писателей этого поколения сыграли важную роль в демократическом движении, которое положило конец диктатуре. Среди противоположной когорты авторов, сотрудничавших с властями, были Рикардо Тригерос-де-Леон и Альфредо Бетанкур.

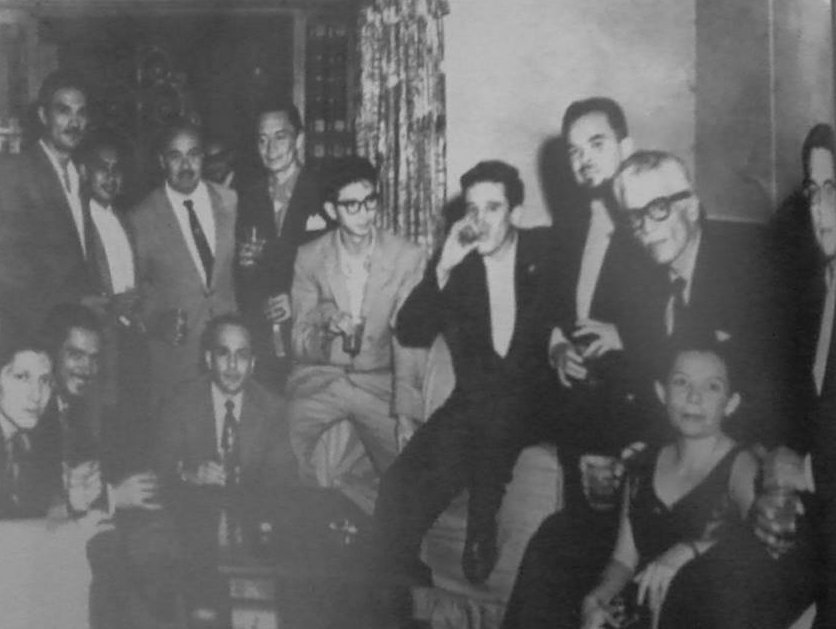
Роке Дальтон (пятый справа) среди прочих представителей «поколения ответственных». Сан-Сальвадор, 1961.

Во время новой военной диктатуры литературная деятельность в стране находилась в упадке, многие авторы были вынуждены эмигрировать или публиковаться за рубежом, а не на родине. В условиях активизации оппозиционных движений 1960—1970-х усилились позиции писателей «поколения ответственности», выдвигающих на первый план общественную роль литературы (многие из них входили в тот же университетский литературный кружок): Манлио Аргета (р. 1936; сборник поэм «На освещённой стороне», 1968; роман «Красная Шапочка в “красной зоне”», 1977; повесть «День из её жизни», 1980), Альфонсо Кихада Уриас (р. 1940; сборник стихов «Великий метод», 1972), Давид Эскобар Галиндо (р. 1943; «Первая антология», 1977), Роберто Армихо (1937—1997), Xосе Роберто Сеа (р. 1939), Давид Эрнандес (р. 1955). Самым известным из них был леворадикальный поэт Роке Дальтон (1935—1975; сборники стихов «Море», 1962; «Таверна и другие места», 1969), выступивший организатором повстанческого движения, но расстрелянный собственными бойцами по сфабрикованному обвинению.
Во время гражданской войны в Сальвадоре, начавшейся в 1980 году, появилась новая генерация писателей. Так возник «Литературный кружок Шибальбы». Большинство его членов были выходцами из Сальвадорского университета. Группа стала одной из самых известных групп в истории литературы Сальвадора и самой пострадавшей во время гражданской войны. Несколько её членов были убиты или подверглись заключению из-за своих сочинений. 

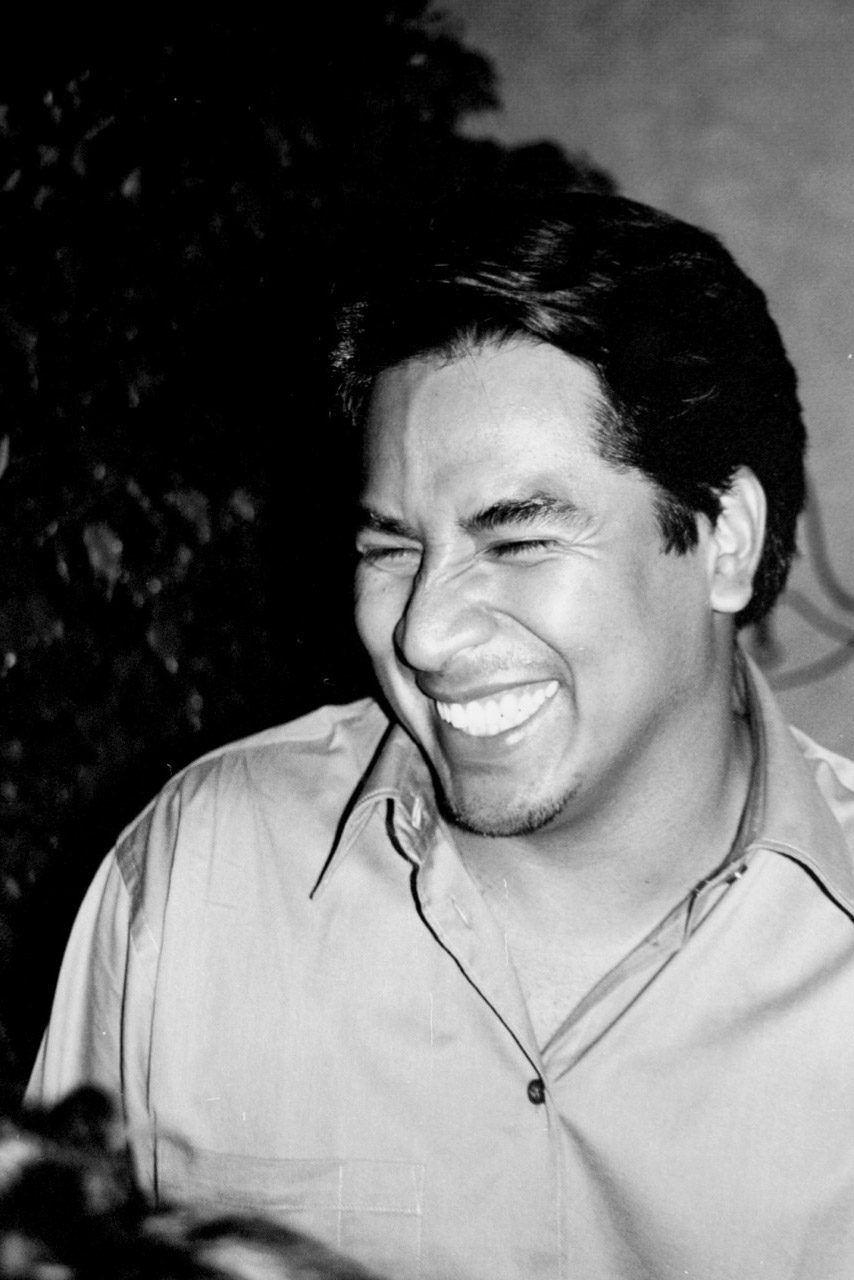
Современный поэт и редактор Карлос Клара.

Те, кто выжили и сегодня продолжают заниматься писательской и журналистской деятельностью. К писателям этого поколения («циников» или «разочарованных») относятся Амилькар Колочо, Мануэль Баррера, Отониэль Гевара, Луис Альваренья, Сильвия Элена Регаладо, Антонио Каскин, Дагоберто Сеговия, Хорхе Варгас-Мендеса, Альваро Дарио Лара, Эва Ортис, Аркимидес Крус, Эрнесто Дерас, Нора Мендес, Мигель Уэсо Мишко, Рафаэль Менхивар Очоя.